# One Wild Night
One Wild Night 2001 è una canzone dei Bon Jovi, scritta da Jon Bon Jovi, Richie Sambora e Desmond Child. Fu estratta nell'aprile 2001 come primo ed unico singolo dall'album live della band One Wild Night Live 1985-2001.
Si tratta del remix del brano registrato in studio l'anno precedente intitolato One Wild night, pubblicato nell'album Crush.

## Tracce
1. One Wild Night 2001 – 3:44
2. Tokyo Road (live in Tokyo, Giappone, 28 aprile 1985) - 6:19

## Formazione
- Jon Bon Jovi - voce
- Richie Sambora - chitarra solista, seconda voce
- David Bryan - tastiere, seconda voce
- Hugh McDonald - basso
- Tico Torres - batteria, percussioni

## Classifiche
| Classifica (2001) | Posizione massima |
| ----------------- | ----------------- |
| Argentina         | 12                |
| Australia         | 35                |
| Austria           | 19                |
| Belgio (Fiandre)  | 37                |
| Belgio (Vallonia) | 15                |
| Brasile           | 34                |
| Finlandia         | 10                |
| Germania          | 25                |
| Irlanda           | 21                |
| Italia            | 10                |
| Paesi Bassi       | 17                |
| Regno Unito       | 10                |
| Romania           | 7                 |
| Spagna            | 4                 |
| Svezia            | 32                |
| Svizzera          | 31                |